# Parque nacional de Satpura
El parque nacional de Satpura es un parque nacional de la India, en el distrito de Hoshangabad del estado de Madhya Pradesh. Su nombre deriva de la cordillera Satpura. Se extiende por una superficie de 524 kilómetros cuadrados. El parqaue nacional de Satpura, junto con los vecinos santuarios de la vida salvaje de Bori y Panchmarhi, proporciona una extensión continua de 1.427 kilómetros cuadrados de un ecosistema único de tierras altas de la India central. Fue declarado en 1981. En él destaca la población de panteras y de tigres.

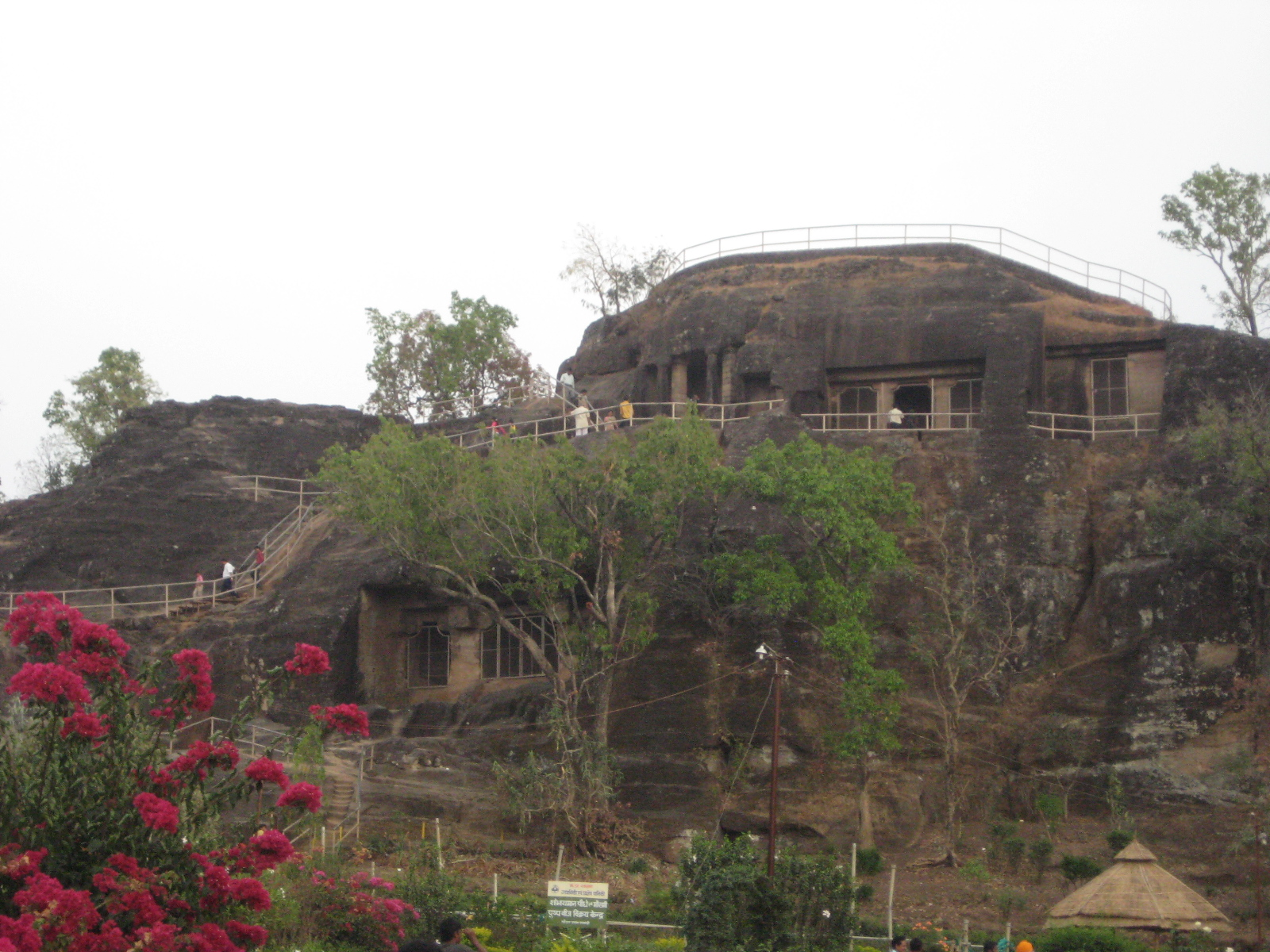
Pandav cuevas Pachmarhi

El terreno del parque nacional es extremadamente accidentado y consiste en picos de arenisca, estrechas gargantas, barrancos y densos bosques. La altitud varía entre los 300 m s. n. m. en las casi planas llanuras de Churna, hasta los 1.352 m s. n. m. que se alcanzan en el pico Dhoopgarh, el lugar más alto del parque.  
La ciudad más cercana al parque nacional es Pachmarhi y la estación más cercana es Piparia, a 55 km. La capital del estado, Bhopal, queda a 210 km.

## Flora
El parque nacional de Satpura es muy rico en biodiversidad. La flora está formada principalmente por sal o sala, teca, ébano coromandel, grosellero de la India, «mahua» (Madhuca longifolia), membrillero de Bengala, bambú, y herbáceas, así como plantas medicinales.

## Fauna

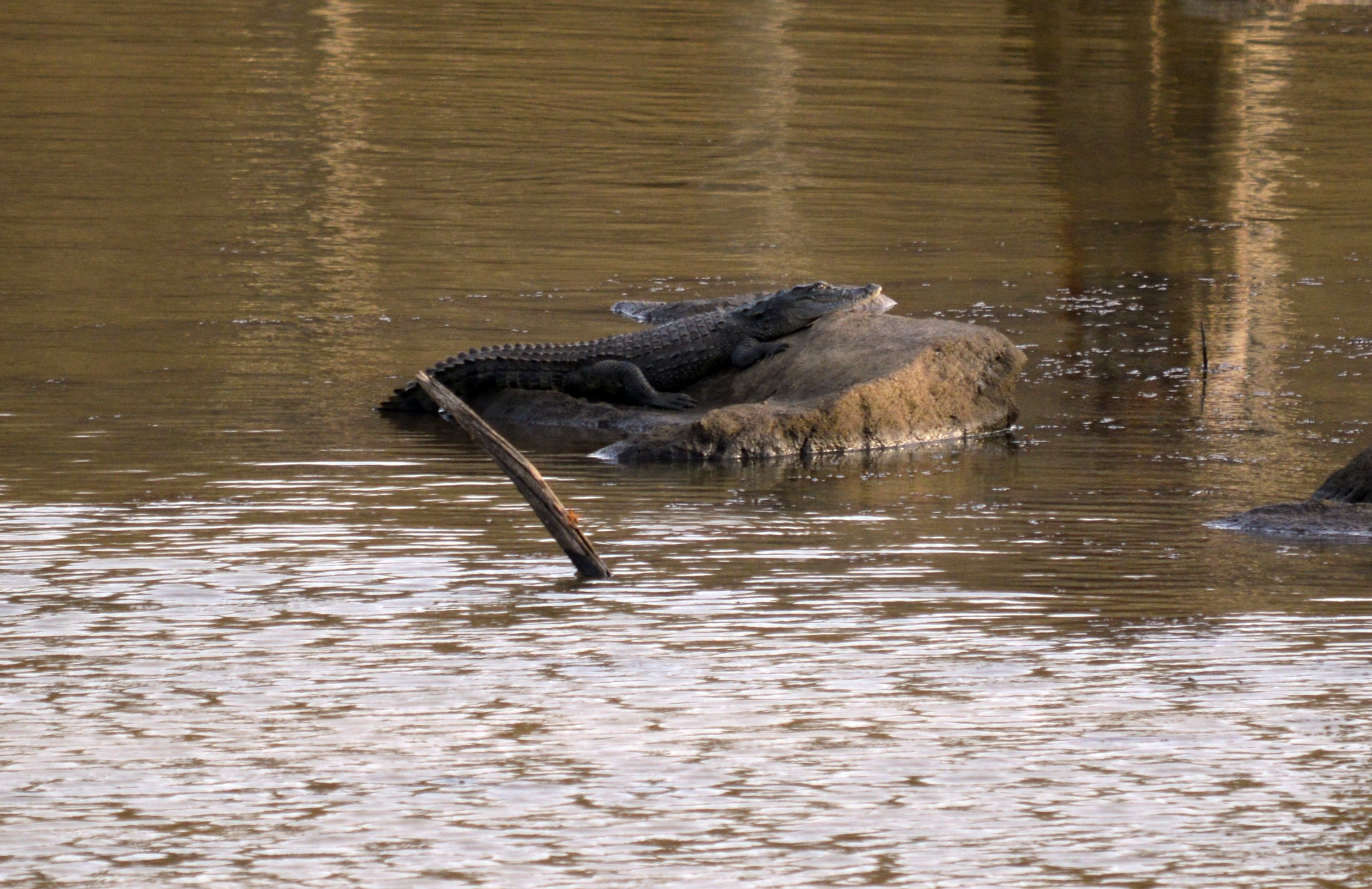
Cocodrilo descansando en la Reserva de Tigres de Satpura, Madhai.

Entre los mamíferos que se pueden encontrar en este parque, están el tigre, el leopardo, el sambar, el chital, el muntíaco de la India, el nilgó, el antílope cuatricorne, el chinkara o gacela india, el gaur, el jabalí, el cuón, el oso, el sasin, el zorro, el puercoespín, ardillas voladoras, ciervo ratón, ardilla malabar, etc. En años precedentes, se han avistado tigres, cuones, gaures y ciervo de Duvaucel o barasinga, aunque estos son raros hoy en día.
Por lo que se refiere a las aves, de las cuales hay variedad, destacan dos que se avistan con frecuencia: cálaos y pavos reales.

## Reintroducción de barasingas y transferencia de tigres
Algunos ciervos de Duvaucel (barasingas) serán trasladados a este parque desde el parque nacional de Kanha. Hay un proyecto de capturar alrededor de veinte tigres de Bengala y reubicarlos aquí desde ese mismo parque nacional de Kanha.